# Impact Winter
Impact Winter (укр. Ударна зима) — пригодницька рольова інді-гра з елементами виживання у відкритому світі, розроблена студією Mojo Bones і видана Bandai Namco Entertainment Europe для Microsoft Windows, пізніше — для PlayStation 4 та Xbox One.

## Сюжет
На Землю впав астероїд, чим спричинив глобальне похолодання, знищив більшу частину людства та прирік світ на вічну мерзлоту. Події гри відбуваються у вигаданому місті Нельсон у Канаді, через 7 років після глобальної катастрофи. Вціліла група з 5 людей на чолі з головним героєм гри Джейкобом Соломоном облаштувала прихисток у закинутій церкві. Згодом вони отримують радіоповідомлення від невідомого відправника, що допомога прибуде через 30 днів. Гравцю необхідно протриматись у цьому постапокаліптичному світі та дочекатися порятунку.

## Розробка, маркетинг і випуск
У жовтні 2014 на онлайн-платформі Kickstarter британська студія Mojo Bones розпочала кампанію зі збору коштів на розробку відеогри, однак вона виявилася провальною. Із запланованих 95 тис. фунтів стерлінгів за місяць вдалося зібрати лише 21 тис. Втім попри провал у фінансуванні, проект не було закрито. 6 лютого 2015 гра з'явилася у Steam Greenlight, де досягла великого успіху та підтримки шанувальників. 29 листопада 2016 розробник опублікував анонс-трейлер Impact Winter — гра мала вийти на початку 2017, а видавцем стати Bandai Namco Entertainment. За словами співзасновника і дизайнера Mojo Bones Стюарта Райолла: «Наша команда надзвичайно пишається та радіє партнерству з Bandai Namco Entertainment для випуску Impact Winter». У Bandai співпрацю прокоментував Ерве Хердт, віце-президент з маркетингу та цифрових технологій компанії: «Коли Mojo Bones розповіли нам про Impact Winter, нам одразу стало зрозуміло, що ця незвичайна гра на виживання з характерним художнім змістом стане унікальною пригодою для гравців. Ми дуже раді тісній співпраці з Mojo Bones над цим проектом. Ця гра збагатить наш асортимент ігор абсолютно по-новому».
8 лютого 2017 видавець опублікував геймплей-трейлер і заявив, що гра вийде 12 квітня у Steam. Проте 3 квітня розробник оголосив, що запуск відкладається на 23 травня 2017 у зв'язку з необхідністю приділити більше часу перевірці ігрових механік та збалансуванню ігрового процесу загалом. 19 травня було опубліковано ще один трейлер, об'єктом якого став крижаний світ гри та прихисток у закинутій церкві з головними героями. Разом з тим Mojo Bones пообіцяли оголосити дату релізу консольних версій дещо пізніше. 22 травня вийшов стартовий трейлер, у якому показали ігрове середовище, а також продемонстрували робота-компаньона Ako-Light і деякі його можливості. Impact Winter вийшла 23 травня 2017 на Windows.
22 березня 2018 видавець та розробник повідомили, що Impact Winter вийде для PlayStation 4 та Xbox One у цифровому форматі 5 квітня:
|                                                        | Величезне спасибі — спасибі всім, хто підтримував Mojo Bones та Impact Winter до цього часу. З моменту виходу ПК-версії ми щиро цінували ваші відгуки і прагнули зробити гру все кращою і більш захоплюючою, тому після довгого шляху крові, снігу та сліз ми нарешті можемо оголосити, що Impact Winter з'явиться у цифровому форматі на PlayStation 4 і Xbox One вже 5 квітня!Оригінальний текст (англ.) A huge Thank You – Thank You to all of you that have supported Mojo Bones and Impact Winter thus far. Since the release of the PC version, we have genuinely appreciated your feedback and sought to make the game an increasingly better and tighter experience and so it is without further ado that after this long road of blood, snow and tears, we can finally announce that Impact Winter will be coming to you digitally on PlayStation 4 and Xbox One this April 5th! |
| — Марк Норман, співзасновник і арт-директор Mojo Bones | |

Як і планувалося, випуск гри на консолі відбувся 5 квітня 2018 у PlayStation Network та Microsoft Store. Реліз супроводжувався новим стартовим трейлером для консольних версій, а користувачі PlayStation 4 разом з грою безкоштовно отримували динамічну тему.

## Оцінки та відгуки
| Агрегатор  | Платформа | Оцінка |
| ---------- | --------- | ------ |
| Metacritic |           |        |
| PS4        | 66/100    |        |
| Win        | 63/100    |        |
| XONE       | 71/100    |        |
| OpenCritic |           |        |
| Н/Д        | 16 %      |        |

| Видання                    | Платформа | Оцінка |
| -------------------------- | --------- | ------ |
| GameSpot                   |           |        |
| Win                        | 6/10      |        |
| MeriStation                |           |        |
| PS4                        | 7/10      |        |
| Win                        | 6.5/10    |        |
| XONE                       | 7/10      |        |
| PC Games (Німеччина)       |           |        |
| Win                        | 7/10      |        |
| The Games Machine (Італія) |           |        |
| PS4                        | 7.6/10    |        |
| Win                        | 6.5/10    |        |

Impact Winter отримала «змішані та середні» відгуки критиків за даними агрегатора Metacritic, де версія для ПК була оцінена у 63/100, для PS4 — 66/100, а для Xbox One — 71/100. Багато рецензентів хвалило гру за її атмосферний дизайн і захоплюючу механіку виживання, однак технічні проблеми затьмарили враження від гри для деяких критиків.
Андре Зейферт (PC Games) зазначив, що гра майстерно відтворює постапокаліптичний сеттинг, а саундтрек підсилює похмурий настрій завдяки своїй якості та занурювальному ефекту. Особливо саундтрек Мітча Мердера похвалив Хосе А. Родрігес (IGN Spain), назвавши його створеним із абсолютно неземною старанністю і професіоналізмом, прослуховування якого надає одне задоволення. Маріо Бачігалупі (The Games Machine) теж звернув увагу на атмосферу та художній стиль, який підкреслює ізоляцію і холод суворого світу. Деякі рецензенти знаходили слабкі сторони в подачі візуалу. Наприклад, на думку Родрігеса, елементи на екрані можуть здаватися занадто маленькими, особливо на консольних версіях, а стиль гри є доволі плоским. Однак, це не зменшило його загального враження від створеної атмосфери. У своїх рецензіях критики часто порівнювали Impact Winter з такими іграми як Don't Starve, This War of Mine, а також проводили паралелі з фільмом «Щось».
Кассандра Хоу (Eurogamer) зазначила, що блукання крізь заметіль за межами безпечної церкви приносить величезне задоволення, завдяки чому гра дійсно відчувається як унікальне переживання. А найбільше, за її словами, їй сподобалося полювати за припасами і натикатися на численні випадки навколишньої пóвістки. Франческо Дестрі (IGN Italia) також похвалив дослідницький дух гри та її здатність пробуджувати емоції через навколишній світ, йому сподобався баланс між дослідженням і управлінням показниками Джейкоба з командою. Водночас Зейферт розкритикував подачу інформації про конкретні події та значущі взаємодії, що могло б краще розкрити історію ігрового світу та персонажів. Родрігес підкреслив, що відмова від бою на користь досліджень призводить до відчуття втоми і одноманітності. Бачігалупі назвав вдалим аспектом динамічні події від членів групи, які хвилюють їх і впливають на їхнє здоров'я та моральний стан, але не оцінив те, що більшість місій, які скорочують час порятунку, не мають прямого відношення до рятувальних робіт, що негативно позначається на реалізмі. Зейферт назвав цей принцип гри таким, що мотивує завдяки скороченню часу, а Хоу побачила таку систему цікавою, але також визнала її суперечливою реалізму. Завдання від незнайомців здалися для неї однаковими і не особливо цікавими. Дестрі назвав механіку гри надійною, яка виходить за рамки простого «їсти, пити, сон», типового для багатьох ігор про виживання.
Технічні помилки в Impact Winter були однією з головних тем обговорення критиків і здебільшого стосувалися системи управління. Андре Зейферт і Франческо Дестрі відзначили вкрай незручне керування з клавіатури та миші, а також тривалі та часті завантаження, які ускладнювали ігровий процес. Кассандра Хоу також вказала на проблеми з керуванням і баги, як-от неодноразове застрявання персонажа в ландшафті, що робило Impact Winter майже неможливою для гри на старті, але наступний патч виправив деякі проблеми. Дестрі розкритикував відсутність підтримки роздільних здатностей, вищих за Full HD, а оптимізувати гру, на його думку, можна було би краще. Рецензент The Games Machine, окрім того, що назвав гру непридатною для керування клавіатурою, виділив проблеми з системою збережень і незручну навігацію в деяких меню. Але в огляді портованої версії вказав, що багато помилок перших ПК-версій було усунуто. Родрігес повідомив про відсутність проблем з керуванням на консольній версії, тому що гра, власне, від початку розроблялася під керування геймпадом. Також він написав, що були виправлені деякі проблеми з перекладом, які він помічав раніше, а час завантаження локацій трохи скоротився. Але все ж він вказав на недоліки, що залишилися.
Критик IGN Italia підбив підсумки, що гра має сподобатися шанувальникам цього жанру, пропонуючи захопливе дослідження і викликаючи співчуття до неігрових персонажів. Маріо Бачігалупі підкреслив, що технічні проблеми повністю обмежують потенціал Impact Winter, але навіть після портування на консолі ще багато чого можна було поліпшити. Кассандра Хоу, так і не давши рекомендацію грі, назвала її глючною, красивою, дратівливою, такою, що поліпшується з оновленнями, але все ж такою, яку хочеться відкласти до того моменту, поки розробники не виправлять її належним чином.